# IC 3251
IC 3251 је ознака објекта на координатама са ректансцензијом 12h 23m 18,0s и деклинацијом + 25° 39" 13'. Открио га је Макс Волф, 23. марта 1903. Каснијим посматрањима на том положају није уочен никакав астрономски објекат.